# Danger (canción de Hilary Duff)
Danger (Peligro) es una canción pop del álbum Dignity de la cantante y actriz estadounidense Hilary Duff.
La canción fue elegida a través de la red con un 75% de apoyo para ser el tercer sencillo mundial y cuarto sencillo en Estados Unidos de Dignity, pero Hollywood Records, en ese entonces su actual disquera, canceló los planes del sencillo, así como la reedición de dignity.
De acuerdo con Hilary Duff el tema de Danger, es del peligro del enamoramiento de una persona mayor. 
- Datos: Q5798010